# Ponto singular de uma variedade algébrica
Em matemática, um ponto singular de uma variedade algébrica V é um ponto P que é 'especial' (logo, singular), no sentido geométrico que V não é localmente plano nele. No caso de uma curva algébrica, uma curva plana que tem um ponto duplo, tal como a curva cúbica
y² = x²(x + 1)
exibe em (0, 0), não podendo ser simplesmente parametrizada próximo a origem. Uma plotagem desta curva é vista abaixo com o ponto singular na origem. Pontos singulat]res comumente ocorrem onde um gráfico cruza consigo mesmo: